# 藤枝市立藤岡小学校
藤枝市立藤岡小学校（ふじえだしりつ ふじおかしょうがっこう）は、静岡県藤枝市藤岡三丁目に所在する公立小学校。1974年に、県下で初めての団地の小学校として開校した。日当たりを考慮した八角形の普通教室によってノコギリの歯に似た特徴ある外見となっている。

## 沿革
- 1974年4月 - 「藤岡小学校」として開校
- 1974年7月7日 - 七夕豪雨により床上浸水。

## 学区
- 藤岡1・2・3・4・5丁目
  - 下藪田の一部

## 中学校区
- 藤枝市立西益津中学校・藤枝市立葉梨中学校

## 学校教育目標
たくましく 心豊かな子

### 重点目標
自分で自分から正しく判断して行動する子